# 해메 분란
해메 분란(핀란드어: Hämeen kapina 해멘 카피나[*])은 1237년 12월 9일 교황 그레고리오 9세가 웁살라 대주교에게 보낸 서한에 언급되는 사건이다.
이 서한은 해메인들이 전통신앙으로 재전향하면서 해메 일대에 세워진 기독교 교회들을 파괴하고 있다는 이야기를 하고 있다. 또한 해메인들이 어떤 잔혹행위를 했는지 구구절절 묘사하고 있으며, 이것이 교황의 프로파간다 구실을 한 것으로 보인다. 교황은 기독교도들에게 무기를 들고 일어나 해메인들을 징벌할 것을 선동하면서 서한을 마친다.
당시 핀란드 주교는 투오마스였다.